# A Vision in Blakelight
Albums de John Zorn
Rimbaud
(2012) Music and Its Double
(2012)
A Vision in Blakelight est un album de John Zorn paru sur le label Tzadik en 2012. Inspiré par le mysticisme du poète britannique William Blake, il fait implicitement suite à l'album At the Gates of Paradise, paru un an plus tôt, qui partage une source d'inspiration et une formation musicale similaires.
La formation de l'album, le Nova Quartet, est ici augmentée de Carol Emanuel (harpe) et de Cyro Baptista (percussions).
On entend également le comédien Jack Huston, sur le morceau Shadows in Ancient Time, récitant un extrait du poème Jerusalem: the emanation of the Giant Albion de William Blake.

## Titres
| No  | Titre                                | Durée |
| --- | ------------------------------------ | ----- |
| 1.  | When the Morning Stars Sang Together | 5:28  |
| 2.  | The Hammer of Los                    | 3:58  |
| 3.  | Jerusalem                            | 5:15  |
| 4.  | The Prophecy                         | 3:10  |
| 5.  | And He Rode Upon the Cherubim        | 5:09  |
| 6.  | Marriage of Heaven and Hell          | 4:18  |
| 7.  | A Woman Clothed with the Sun         | 5:20  |
| 8.  | Shadows in Ancient Time              | 5:40  |
| 9.  | An Island in the Moon                | 7:06  |
| 10. | Night Thoughts                       | 4:55  |

## Personnel
- Cyro Baptista - percussions (1-3, 7)
- Joey Baron - batterie
- Trevor Dunn - basse
- Carol Emanuel - harpe
- Jack Huston - récitant (8)
- John Medeski - piano, orgue
- Kenny Wollesen - vibraphone, cloches